# Малая Кетепана
Малая Кетепа́на (или Малая Кытэпа́на) — щитовой вулкан на полуострове Камчатка. Вулкан расположен между реками Тигиль и Тихая, к югу от вулкана Большая Кетепана. Он находится отдельно от хребта Кытэпана, к югу от него, в пределах Западно-Камчатской равнины. 
Вулканическая постройка имеет диаметр около 15 километров, сложена средне- и позднеплейстоценовыми андезитами и базальтами.. Щитовая постройка имеет пологую форму. Вулкан сильно эродирован, его склоны имеют форму узких продолговатых гребней, расположенных радиально. Вершина вулкана осложнена кальдерой диаметром около 4 километров.